# Microrregión de Juiz de Fora
La microrregión de Juiz de Fora es una de las  microrregiones del estado brasileño de Minas Gerais perteneciente a la mesorregión  Zona del Bosque. Su población fue estimada en 2009 por el IBGE en 760.767 habitantes y está dividida en 33 municipios. Posee un área total de 8.923,426 km².

## Municipios
- Aracitaba   1.885 hab.
- Belmiro Braga  3.079 hab.
- Bias Fortes 3.881 hab.
- Bicas 14.309 hab.
- Chácara 2.762 hab.
- Chiador 2.974 hab.
- Coronel Pacheco 2.427 hab.
- Descoberto 5.126 hab.
- Ewbank da Câmara 3.676 hab.
- Goianá 3.846 hab.
- Guarará 4.114 hab.
- Juiz de Fora 526.706 hab.
- Lima Duarte 16.494 hab.
- Mar de Espanha 11.658 hab.
- Maripá de Minas 2.981 hab.
- Matias Barbosa 13.872 hab.
- Olaria 2.479 hab.
- Oliveira Fortes 1.951 hab.
- Paiva 1.687 hab.
- Pedro Teixeira 1.680 hab.
- Pequeri 3.093 hab.
- Piau 3.064 hab.
- Rio Novo 9.300 hab.
- Rio Preto 5.631 hab.
- Rochedo de Minas 2.137 hab.
- Santa Bárbara do Monte Verde 2.999 hab.
- Santa Rita de Ibitipoca 3.847 hab.
- Santa Rita de Jacutinga 5.869 hab.
- Santana do Deserto 3.977 hab.
- Santos Dumont 47.244 hab.
- São João Nepomuceno 26.160 hab.
- Senador Cortes 2.082 hab.
- Simão Pereira 2.594 hab.

IBGE - 2009
- Datos: Q1905060